# Mugrón (vid)
Se denomina mugrón a un tipo de acodo especial que se realiza en las vides. 
La operación se reduce a tender en el suelo una o muchas cepas con sus sarmientos y a enterrarlas en una hoya cuyas dimensiones en profundidad, longitud y anchura son relativas al objeto que se propone el cultivador. Los sarmientos levantados contra las paredes de estas hoyas forman otras tantas cepas que sirven tanto para llenar los claros como para renovar las viñas viejas. 